# Hội nguyên
Hội nguyên (tiếng Hoa:會元) là tên gọi người thí sinh đỗ cao nhất trong khoa thi Hội. Theo lệ thường, cứ 3 năm tổ chức 1 khoa thi Hội (áp sát ngay sau năm của khoa thi Hương), chỉ có những người đã đỗ thi Hương (tức Cống sĩ) mới được quyền tham dự. Thể thức giống với thi Hương, cũng gồm 4 kỳ như vậy, song ở cấp độ cao và khó hơn. Thí sinh đã đỗ thi Hội thì đã là đậu đại khoa, vì thi Đình chỉ xếp hạng Tiến sĩ chứ không loại bỏ ai (gọi là Đình thí bất truất). Vì thi Hội khó nên trúng Tam trường thi Hội trở lên đều có thể được giữ những chức quan cao. Hội nguyên là đỗ thứ nhất trên toàn số Cống sĩ cả nước tham dự, cùng với Đình nguyên được xếp hạng Thủ khoa Nho học Việt Nam.

## Một số danh nhân
- Thân Nhân Trung (申仁忠, 1419 - 1499) Hội nguyên năm 51 tuổi làm quan đến Hàn lâm viện Thừa chỉ kiêm Quốc tử giám Tế tửu
- Nhữ Đình Toản (汝公瓚, 1702 - 1773): Hội nguyên năm 35 tuổi, làm Tham tụng (Tể tướng), kiêm Quốc tử giám Tế tửu
- Nguyễn Bá Lân (阮伯麟, 1700-1785): Hội nguyên năm 32 tuổi làm Bồi tụng (Phó Tể tướng) kiêm Quốc tử giám Tế tửu
- Vũ Miên (武檰; 1718 - 1782): Hội nguyên năm 31 tuổi làm Hành Tham tụng kiêm Quốc tử giám Tế tửu, Quốc sử Tổng tài
- Ninh Tốn (寧遜, 1744 - 1795): Hội nguyên năm 34 tuổi, làm Bồi tụng (Phó Tể tướng), kiêm Quốc sử quán Toản tu
- Khiếu Năng Tĩnh (呌能靜, 1835 - 1919): Hội nguyên năm 45 tuổi làm quan đến Quốc tử giám Tế tửu Huế